# Jean-Baptiste Charles Bouvet de Lozier
Pour les articles homonymes, voir Bouvet de Lozier, Bouvet et Lozier (homonymie).
Jean-Baptiste Charles Bouvet de Lozier ou de Lozier-Bouvet, né le 14 janvier 1706 à Pleudihen et mort en 1788 à Pleudihen, est un navigateur et explorateur français du XVIIIe siècle. Il servit pour la Compagnie des Indes et pour la Marine royale. Découvreur de l’île Bouvet, sous souveraineté norvégienne depuis 1927, il fut gouverneur général des Mascareignes de 1750 à 1752, puis de 1757 à 1763.

## Biographie

### Explorateur

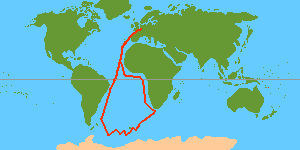
L'itinéraire de la Charles Bouvet dans l'Atlantique Sud, en 1738 - 1739.

Jean Baptiste Charles de Lozier Bouvet servit d’abord dans la marine de la Compagnie des Indes avant de s'intéresser aux problèmes posés par les découvertes dans les régions australes. À la tête des frégates L’Aigle et Marie, il partit de Lorient le 19 juillet 1738 pour explorer les terres de l’hémisphère sud qui devaient, croyait-on à cette époque, contrebalancer le poids des terres de l’hémisphère nord. On avait l’espoir d’y trouver des terres tempérées. Ce fut en tout cas la première expédition dans l’hémisphère sud explicitement conçue pour des objectifs scientifiques.
Le premier janvier 1739, il aperçut à travers la brume et les chutes de neige un glacier et de la neige recouvrant une terre. Était-ce la Terra Australis Incognita tant attendue ? Les explorateurs cherchèrent à accoster, mais le « pack » les en empêchait. Ils durent faire face à un été austral particulièrement froid. Après neuf jours de tentatives dans des conditions difficiles, ils partirent chercher leur continent inconnu plus à l’est. Les instruments de navigation de l’époque ne permettaient pas une détermination fiable de la longitude, et Bouvet enregistra l’île à environ 6° Est, sous le nom d’« île de la Circoncision » (en raison de la date de la découverte). 
Ne trouvant rien de plus à l’est, bloqué au sud par le pack, Bouvet dut reprendre sa route vers Le Cap pour se restaurer, puis rentrer à Lorient. Grâce à cette expédition, il fut le premier à décrire les gigantesques icebergs tabulaires, que l’on ne trouve que dans les latitudes sud extrêmes, des densités de baleines inconnues jusque-là et un drôle d’animal : le manchot. 

### Soldat et gouverneur
En 1746, il fut nommé capitaine de frégate et reçut le commandement du Lys, un vaisseau de guerre de 64 canons avec lequel il devait escorter des renforts dans l'océan Indien. Parti de Lorient en mars 1747, il arriva à destination en octobre avec quatre transports après qu’une tempête eu dispersé une partie du convoi au large des côtes françaises. Prenant la tête d’une petite escadre mixte (vaisseaux du roi et vaisseaux de la Compagnie) formée à l’île de France, il se distingua par d'audacieuses opérations sur la côte de Coromandel au cours desquelles il ravitailla Dupleix, contribuant ainsi à la défense victorieuse de Pondichéry en 1748. 
La réussite de cette mission lui valut d’être fait capitaine de vaisseau en juillet 1749, d’être décoré de la Croix de Saint-Louis et d’être nommé, en mars 1750, gouverneur des Mascareignes, dans le sud-ouest de l'océan Indien. Il tint ce poste de 1750 à 1752, puis de 1757 à 1763. Il s’y fit remarquer par une grande activité : développement des cultures, organisation des écoles, amélioration des méthodes administratives, création d’un établissement à Sainte-Marie-de-Madagascar. C'est sous sa gouvernance que la guerre aux Marrons s’intensifie, en donnant un esclave à chaque capture ou tuerie. 
Il rentra en France en 1763, quitta le service actif et mourut en 1788.
Ce n'est pas à lui que se réfère le nom donné aux Collège et Lycée Amiral Bouvet de Saint-Benoît de La Réunion, mais à un parent éloigné Pierre Bouvet de Maisonneuve, marin qui participa aux guerres napoléoniennes et à la célèbre bataille de Grand Port (à l’Île-de-France) en 1810, seule victoire navale de Napoléon. Quant à l’île de la Circoncision, elle fut plus tard rebaptisée en son nom : l’île Bouvet et passa sous souveraineté norvégienne.

### Source et bibliographie
: document utilisé comme source pour la rédaction de cet article.
- Histoire de la découverte de Bouvet.
- Étienne Taillemite, Dictionnaire des marins français (nouvelle édition revue et augmentée), Paris, éditions Tallandier, 2002, 573 p. (ISBN 2-84734-008-4)
- Rémi Monaque, Une histoire de la marine de guerre française, Paris, éditions Perrin, 2016, 526 p. (ISBN 978-2-262-03715-4)
- Michel Vergé-Franceschi (dir.), Dictionnaire d'histoire maritime, Paris, éditions Robert Laffont, coll. « Bouquins », 2002, 1508 p. (ISBN 2-221-08751-8 et 2-221-09744-0, BNF 38825325)
- Georges Lacour-Gayet, La Marine militaire de la France sous le règne de Louis XV, Honoré Champion éditeur, 1902, édition revue et augmentée en 1910 (lire en ligne)